# Кикул (гмина Кикул)
Кикул (пол. Kikół) — польская деревня, административный центр гимны (волости), входит в состав Липновского повета, Куявско-Поморского воеводства. В 1975—1998 годах входил в состав Вроцлавского воеводства. Поселение находится на берегу озера Кикульске (польск. Kikolskie). Возле Кикула проходит национальная автострада «Щецин-Варшава». Расстояние до Липно, центра воеводства, составляет 9 км.

## История
Название Кикул впервые было упомянуто в 1236 году. По сведению историков название походит от прозвища человека и соответственно собственника поселения. Однако историки также упоминают это слово, как перевод с чешского и словацкого языка, которое означает «палка, сломанная палка». В ходе Январского восстания 1863 года повстанцы не смогли удержать город в своих владениях. 

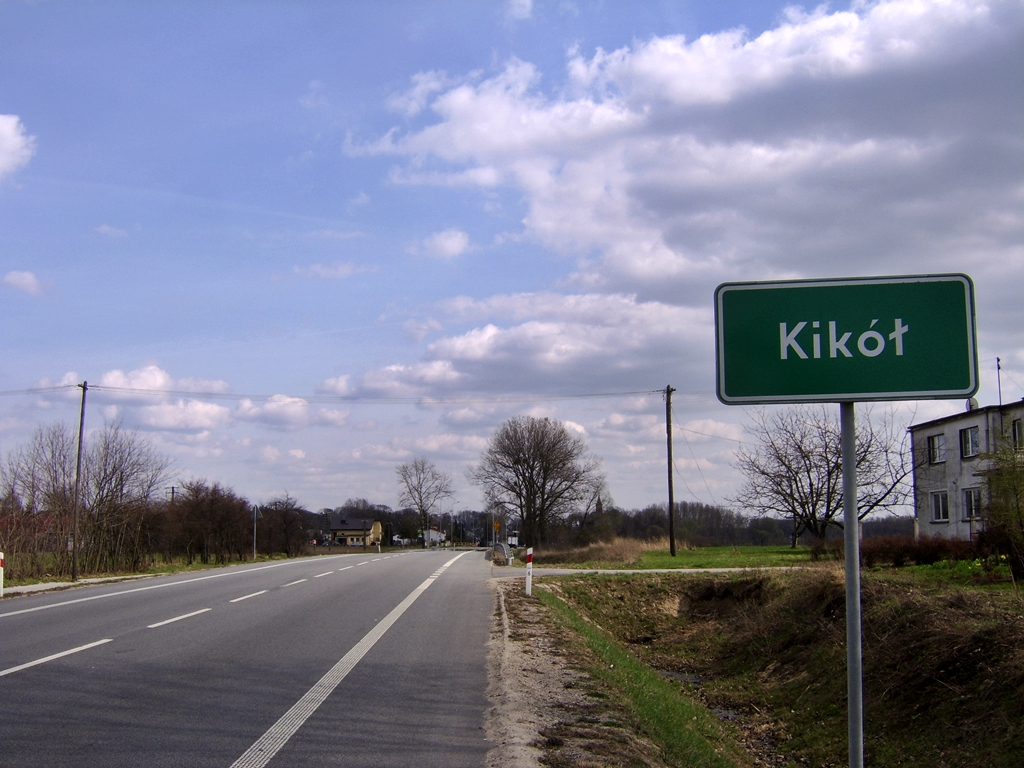
Дорожный указатель Кикула

С 1910 года в Кикуле действовала добровольная пожарная бригада. В начале Второй Мировой войны местные учителя, землевладельцы и священники были арестованы и высланы в концентрационные лагеря. Впоследствии они не вернулись. Также в Кикуле в 1940—1941 годах был основан лагерь для британских военнопленных, которые были задействованы при строительстве трассы «Варшава-Гданьск». В Кикуле сохранилось еврейское кладбище.